# Liquid Tension Experiment
Liquid Tension Experiment (abreviado y también conocido como LTE) es un supergrupo de metal progresivo instrumental de Estados Unidos que se concibió a finales de 1996, cuando Mike Portnoy recibió una petición de su discográfica, Magna Carta, para formar una banda compuesta por grandes talentos del rock progresivo. 

## Historia
Para llevar a cabo este proyecto Portnoy fue interrogado con respecto a con qué músicos había querido grabar siempre, y tras algunas negociaciones se concretó quiénes serían los componentes del grupo:
- Tony Levin: experimentado bajista, icono del rock progresivo, integrante de King Crimson y que ha colaborado junto a artistas como Peter Gabriel. En algunos temas de la banda, como por ejemplo "Osmosis", demuestra su talento con un instrumento de alta complejidad como lo es el Chapman Stick.
- John Petrucci: reconocido guitarrista, compañero de Mike Portnoy en Dream Theater. Ha compartido la tarima con Joe Satriani y Steve Vai en la extravagante gira guitarrística G3.
- Jordan Rudess: actual teclista de Dream Theater, compositor y productor. Antes tocó con Steve Morse, Vinnie Moore, Dixie Dregs y el baterista Rod Morgenstein.
- Mike Portnoy: baterista, componente del grupo Dream Theater, O.S.I. y Transatlantic. Galardonado cada año desde 1995 hasta el 2006 como el mejor baterista de rock progresivo por la revista Modern Drummer.

Para el momento en que se creó Liquid Tension Experiment, Rudess aún no formaba parte de Dream Theater. A pesar de que algunos formulan la teoría de que fue invitado a unirse a causa del éxito de Liquid Tension Experiment, es sabido que él ya había rechazado una oferta para integrarse en 1994, ocasión en la que se volvió miembro de Dixie Dregs en vez de Dream Theater.
La música que realiza la banda es enteramente instrumental, y puede enmarcarse dentro del metal progresivo. 
Liquid Tension Experiment lanzó dos álbumes, Liquid Tension Experiment (1998) y Liquid Tension Experiment 2 (1999), a través de Magna Carta. También hicieron algunos espectáculos en directo en Nueva York, Filadelfia y Los Ángeles. Mike Portnoy ha declarado en numerosas entrevistas (y en el FAQ de su sitio web) que no habrá un tercer álbum de LTE, pues la mitad de la banda ahora está en la alineación de Dream Theater. Sin embargo, varias canciones y riffs han sido incorporados en las presentaciones en directo de Dream Theater, como por ejemplo el medley instrumental de Live at Budokan.
En el año 2007 se edita un nuevo disco bajo el nombre de "Liquid Trio Experiment", conformado por antiguas grabaciones que Mike Portnoy tenía guardadas. Todas las melodías son sesiones de improvisación realizadas durante la grabación de "Liquid Tension Experiment 2" en la ausencia de Petrucci, que estaba pendiente del nacimiento de su hija. El nombre "Liquid Trio Experiment", que sigue manteniendo las siglas LTE, se debe precisamente a la ausencia del guitarrista.
Durante 2008 se edita un disco en vivo de Liquid Trio Experiment llamado When the Keyboard Breaks, grabado durante un show en Chicago, EE. UU., en el cual el teclado de Jordan Rudess sufre una grave avería. Los músicos restantes se prestan a iniciar una larga sesión de jams de aproximadamente una hora mientras Rudess, junto a sus técnicos, trata de reparar su instrumento. Este disco es la grabación de dicho jam, con algunos cortes.

### Liquid Tension Experiment 3
El 14 de diciembre de 2020, Levin, Portnoy, Rudess y Petrucci realizaron una serie de publicaciones en las redes sociales (imágenes de ellos mismos con máscaras quirúrgicas que deletreaban "LTE 3") esbozando la posibilidad de un tercer álbum de Liquid Tension Experiment; al día siguiente se publicó una foto de los cuatro juntos con las mismas máscaras. El 17 de diciembre de 2020, se anunció formalmente que Liquid Tension Experiment 3 sería lanzado por Inside Out Music el 26 de marzo de 2021. El álbum finalmente se lanzó el 16 de abril de 2021; el retraso se debió a errores de impresión del fabricante.
El 22 de enero de 2021 se lanzó un video de la canción "The Passage of Time". A esto le siguió un video de la canción "Beating the Odds" el 26 de febrero de 2021, y luego por un video de la canción "Hypersonic" el 24 de marzo de 2021.
En una entrevista para la revista Revolver, Portnoy reveló que el grupo había firmado un contrato de dos álbumes con InsideOut y agregó con humor que un cuarto álbum de Liquid Tension Experiment probablemente no tardaría otros 20 años.

## Discografía

### Álbumes en estudio
| Título                      | Detalles del álbum                                                                  | Ranking de posiciones | Ranking de posiciones | Ranking de posiciones | Ventas       |
| Título                      | Detalles del álbum                                                                  | US                    | US Int.               | JPN                   | Ventas       |
| --------------------------- | ----------------------------------------------------------------------------------- | --------------------- | --------------------- | --------------------- | ------------ |
| Liquid Tension Experiment   | - Lanzamiento: 10 de marzo de 1998 - Etiqueta: Magna Carta - Formatos: CD           | —                     | —                     | —                     | - US: 30,878 |
| Liquid Tension Experiment 2 | - Lanzamiento: 15 de junio de 1999 - Label: Magna Carta - Formatos: CD              | —                     | 8                     | 78                    | - US: 15,721 |
| Liquid Tension Experiment 3 | - Released: 16 de abril de 2021 - Label: Inside Out Music - Formats: CD, BD, LP, DL | 109                   | —                     | 9                     | - JPN: 2,823 |

### Álbumes en vivo
| Título                                                       | Detalles del álbum                                                                     |
| ------------------------------------------------------------ | -------------------------------------------------------------------------------------- |
| Liquid Tension Experiment Live 2008 - Limited Edition Boxset | - Lanzamiento: 2009 - Etiqueta: Lazy Tomato Entertainment - Formatos: CD, DVD, Blu-ray |
| Liquid Tension Experiment Live in NYC                        | - Lanzamiento: 2009 - Etiqueta: Lazy Tomato Entertainment - Formatos: CD, DVD          |
| Liquid Tension Experiment Live in LA                         | - Lanzamiento: 2009 - Etiqueta: Lazy Tomato Entertainment - Formatos: CD, DVD          |